# Blackburnium sloanei
Blackburnium sloanei is een keversoort uit de familie cognackevers (Bolboceratidae). De wetenschappelijke naam van de soort werd in 1888 gepubliceerd door Thomas Blackburn.